# Korthalsella
Korthalsella is een geslacht uit de sandelhoutfamilie (Santalaceae). De soorten komen voor van Ethiopië tot in Congo-Kinshasa, op de eilanden in de westelijke Indische Oceaan en van (sub)tropisch Azië tot in het Pacifisch gebied.

## Soorten
- Korthalsella amentacea (Tiegh.) Engl.
- Korthalsella arthroclada Cranfield
- Korthalsella brassiana Blakely
- Korthalsella breviarticulata (Tiegh.) Danser
- Korthalsella clavata Cheeseman
- Korthalsella complanata (Tiegh.) Engl.
- Korthalsella cylindrica (Tiegh.) Engl.
- Korthalsella dacrydii (Ridl.) Danser
- Korthalsella degeneri Danser
- Korthalsella dichotoma (Tiegh.) Engl.
- Korthalsella disticha (Endl.) Engl.
- Korthalsella emersa Barlow
- Korthalsella gaudichaudii (Tiegh.) Lecomte
- Korthalsella geminata (Korth.) Engl.
- Korthalsella grayi Barlow
- Korthalsella horneana Tiegh.
- Korthalsella humblotii (Tiegh.) Engl.
- Korthalsella japonica (Thunb.) Engl.
- Korthalsella latissima (Tiegh.) Danser
- Korthalsella leucothrix Barlow
- Korthalsella lindsayi (Oliv. ex Hook.f.) Engl.
- Korthalsella madagascarica Danser
- Korthalsella papuana Danser
- Korthalsella platycaula (Tiegh.) Engl.
- Korthalsella remyana Tiegh.
- Korthalsella rubra (Tiegh.) Engl.
- Korthalsella salicornioides (A.Cunn.) Tiegh.
- Korthalsella striata Danser
- Korthalsella taenioides (Juss.) Endl.

... · 
Anthobolus · 
Thesium (Bergvlas) · 
Santalum · 
Viscum · 
...